# Burg Nimburg
Die Burg Nimburg ist eine abgegangene Spornburg, die einst am südöstlichen Ortsrand von Nimburg auf 235,8 m ü. NN auf dem Nimberg lag. Nimburg ist heute ein Ortsteil der Gemeinde Teningen im Landkreis Emmendingen in Baden-Württemberg.
Die Burg wurde im 11. Jahrhundert errichtet und war im Besitz der Grafen von Nimburg. Von der ehemaligen Burganlage sind nur noch ein kegelstumpfförmiger Burghügel und der Burggraben erhalten. Der Burghügel, auf dem heute ein Kriegerdenkmal steht, markiert den nördlichsten Ausläufer des Nimbergs.